# Heinrich Schmid (Unternehmen)
Die HS Holding Südwest GmbH & Co. KG (Eigenschreibweise: HS Heinrich Schmid) ist eine im Handwerk und Bauwesen tätige Unternehmensgruppe (Familienunternehmen) die 1914 von Heinrich Schmid Senior in Metzingen bei Reutlingen gegründet wurde.
Fokus des Angebots sind Handwerksleistungen im Innenausbau, an der Gebäudehülle sowie in angrenzenden oder artverwandten Bereichen. Die Gruppe ist dezentral strukturiert und beschäftigt ca. 1.175 Mitarbeiter an Standorten vorrangig in Deutschland, sowie vereinzelt auch in der Schweiz, Österreich, Frankreich und Spanien.

## Geschichte
Regionaler Ursprung der Unternehmensgruppe ist die Stadt Metzingen in Baden-Württemberg. Heinrich Johann Schmid (1885 – 1965) meldete am 17. März 1914 bei der Stadtverwaltung Metzingen ein Malergeschäft an, welches den Anfang bildete. Zu Beginn des Ersten Weltkriegs wurde Sohn Heinrich Wilhelm Schmid (1911 – 1984) geboren. Er wuchs in Metzingen auf und absolvierte später eine Ausbildung im väterlichen Betrieb. Nach Abschluss begab er sich als Geselle auf die Wanderschaft (Walz) und war unter anderem in der Schweiz sowie in Frankreich. Nach seiner Rückkehr war er im väterlichen Betrieb aktiv, legte den Meisterbrief ab und besuchte die Akademie der bildenden Künste in Stuttgart.
Im Jahr 1941 wird sein Sohn Carl-Heiner Schmid geboren. In der Nachkriegszeit war der Familienbetrieb überwiegend im Großraum Reutlingen aktiv und die Mitarbeiterzahl vergrößerte sich. Sohn Carl-Heiner Schmid stieg 1968 nach Malerlehre und Studium in das Unternehmen ein und unterstützte seinen Vater. Bedingt durch dessen Tod übernahm im Jahr 1984 Carl-Heiner Schmid die Geschäftsführung. Mit der Zeit verbreiterte sich das Angebot und neben Malerarbeiten kamen weitere Gewerke und artverwandte Dienstleistungen hinzu. Es kam zur Gründung weiterer Standorte vorrangig in Deutschland, sowie teilweise auch in Frankreich, Österreich, der Schweiz sowie Spanien (Mallorca). In diesem Kontext wurde der Einzelbetrieb zu einer Unternehmensgruppe.
Aktuell erbringen ca. 5.774 Mitarbeiter an 175 Standorten verschiedene Dienstleistungen im Handwerk und Bauwesen. Gemeinsam mit Dr. Carl-Heiner Schmid sind auch seine Kinder als mittlerweile vierte Familiengeneration in der Unternehmensgruppe aktiv.

## Leistungen
Fokus sind handwerkliche Leistungen im Innenausbau sowie Arbeiten an der Gebäudehülle. Bedingt durch die dezentrale Struktur ist das Angebot an Leistungen regional sehr unterschiedlich und stark abhängig vom technischen Schwerpunkt des jeweiligen Standortes. Hauptgewerk sind oftmals Malerarbeiten, welche an den meisten Standorten angeboten werden. Dies beinhaltet oft auch artverwandte Leistungen wie Wärmedämmarbeiten (WDVS), Fassadensanierung, Korrosionsschutz, Schimmelsanierung oder Bodenbeschichtungen.
Viele Standorte bieten weitere Leistungen im Innenausbau an, wie beispielsweise Trockenbau-, Bodenbelags- oder Fliesenlegearbeiten. Als artverwandte Dienstleistung wird teilweise auch „Projekt- und Baumanagement“ ausgeführt, was die Planung, Koordination und Abwicklung von Komplettausbau-Projekten beinhaltet. Zudem werden technische Gewerke wie beispielsweise Betonsanierung, Abdichtungs-, Installations- und Elektrotechnik, oder auch Ingenieur- und Planungsleistungen in den Bereichen Komplettausbau, Betonsanierung oder Brandschutz an manchen Standorten angeboten.

## Organisationsstruktur
Die Unternehmensgruppe ist dezentral strukturiert und beinhaltet ca. 175 regionale Standorte in rechtlich selbständigen Gesellschaften. Hiervon trägt die Mehrheit den Namen „Heinrich Schmid“, Einzelne firmieren hingegen unter den Namen integrierter Unternehmen. Die operativen Gesellschaften sind im Wesentlichen in fünf größeren Regionalgesellschaften zusammengefasst. Darüber hinaus gibt es weitere Gesellschaften innerhalb der Unternehmensgruppe, die sich unter anderem mit Beteiligungen, Weiterentwicklung und Dienstleistungen beschäftigen.